# Havebane
En havebane er en modeljernbane, der er opbygget udendørs enten permanent eller midlertidigt. Af hensyn til driften benyttes hovedsageligt skala 0 (størrelsesforhold 1:45) eller større. Mest udbredt er skala 2m (1:22,5), af nogle producenter markedsført som skala G, hvor G står for det tyske ord for stor, groß. Havebaner forekommer som navnet antyder især i private haver men kan også forekomme i forbindelse med f.eks. museer og miniatureparker
Havebaner må ikke forveksles med minitog, der er modeltog, der er så store, at folk kan sidde på dem.

## Generelt
I almindelighed anses modeljernbaner fra skala 0 og opefter for at egne sig til udendørs brug. Mindre størrelser som den udbredte skala H0 (1:87) kan med behørig pleje for så vidt også bruges udendørs, men det ses dog sjældent. Det skyldes at både spor, tog og øvrigt tilbehør er nødt til at være robuste og kunne tåle vind og vejr. Kriterier som de mindre tog med deres tilsvarende små detaljer og lavere vægt ikke er produceret med henblik på.
Den mest udbredte form for havebane er skala 2m (også kaldet skala IIm), der er i størrelsesforholdet 1:22,5 og med sporvidden 45 mm svarende til 1000 mm (meterspor) i virkeligheden. Det er især kendt for producenten Lehmann Gross Bahn (LGB), der dog i lighed med flere andre producenter taler om skala G, da de ikke altid følger de gængse normer men også laver tog i lidt andre størrelsesforhold og tog, der i virkeligheden kører på mindre sporvidder eller på normalspor, 1435 mm. Normalspor i 22,5 er i øvrigt på 64 mm og hedder Skala 2 (eller skala II), men det er ikke særligt udbredt. Til gengæld er der en del, der foretrækker spor 1 (også kaldet spor I), der er i størrelsesforholdet 1:32 og med sporvidden 45 mm ligesom skala 2m.
Havebaner befinder sig som oftest i private haver mellem blomster, buske og træer, hvilket ofte giver anledning til, at flere familiemedlemmer er fælles involveret i pleje af bane og have. Modeljernbaneklubber beskæftiger sig derimod sjældent med udendørs baner, men nogle kører dog med de samme slags tog indendørs. Til gengæld har nogle museer og miniatureparker opbygget baner. Sidstnævnte benytter gerne selvbyggede tog, for at det skal passe til bygningerne, der f.eks. kan være i 1:25, et størrelsesforhold de gængse modeljernbaneproducenter ikke producerer til.
I modsætning til mindre størrelser er havebaner store nok til, at der kan køres med damplokomotiver drevet af ægte damp. Som standard kommer drivkraften dog som ved de fleste modeltog i form af elektricitet gennem sporene. Her kan man til gengæld skaffe røg i skorstenene ved hjælp af røggeneratorer indbygget i lokomotiverne, hvor der også kan indbygges lydfunktioner, så man kan rigtig kan få indtryk af et fremprustende damptog. Her bør man dog huske at tage hensyn til naboerne, der måske ikke altid deler havebaneejerens interesse for f.eks. tyske Harzer Schmalspurbahnen eller schweiziske Rhätische Bahn, hvis tog forekommer på mange havebaner.

## Opbygning
Havebaner kan være opbygget som en fast integreret del af en have, være midlertidige eller helt adskilte fra haver.
De fast integrerede baner er placeret i en have eller lignende, hvor der køres mellem blomster, buske og træer, og som sammen med spor, tunneller, broer, søer og bygninger søges forenet til et harmonisk landskab. Det betyder imidlertid også, at planlægningen af banen og haven må afstemmes efter hinanden, ligesom der er betydelige krav til vedligeholdelsen af begge. I modsætning til togene er beplantningen jo i størrelse 1:1, så ting som vildtvoksende grene, nedfaldne blade og ukrudt har en ret stor betydning for driften. Også snefald kan indvirke, men her kan baneejeren til gengæld more sig med at rydde sporet med sneplovstog.
Midlertidige baner opbygges med spor, der kan lægges og adskilles hurtigt. Ofte er der kun grus, asfalt eller et område med græs som underlag, mens omgivelserne ofte kun antydes med nogle potteplanter, flytbare bygninger og lignende. Disse baner ses gerne på messer og udstillinger, hvor de nemt kan opbygges og fjernes. Da de kun står udenfor i begrænsede perioder, er behovet for vedligeholdelse ikke så stort.
Alternativt kan en bane være anlagt permanent eller for en længere periode ved siden af en egentlige have. Ligesom ved indendørs baner er de her begrænset til et på forhånd fastsat areal.